# A.C.A.B.
|  | No s'ha de confondre amb el setè rei del Regne d'Israel Acab. |

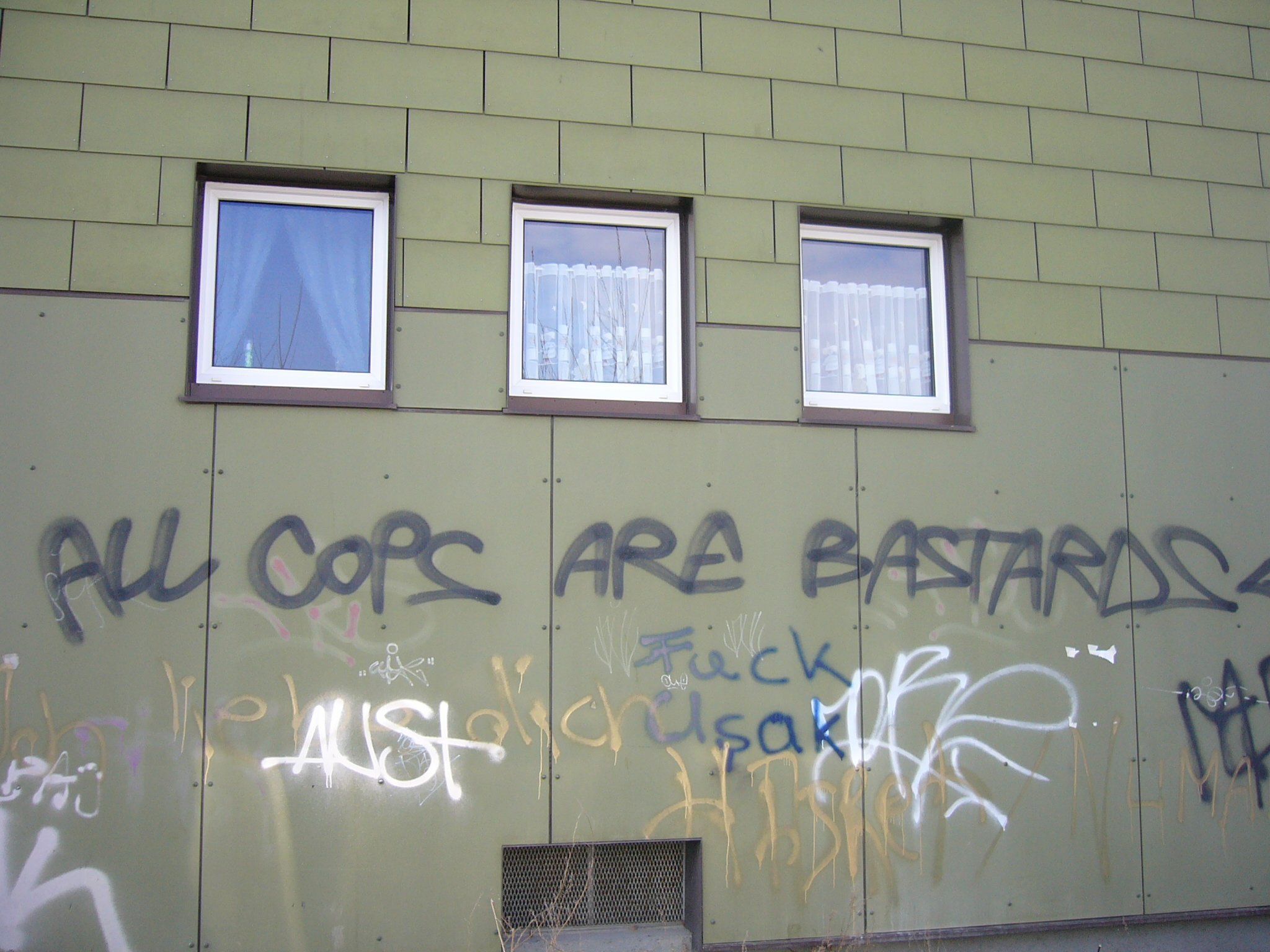
"All Cops Are Bastards"-Graffiti

A.C.A.B. és l'acrònim de la frase anglesa All cops are bastards, que es pot traduir per "Tots els policies són uns malparits". Es va popularitzar durant la vaga dels miners britànics dels anys 1984-1985, i actualment el fan servir alguns seguidors radicals de futbol, grups contraculturals i militants anticapitalistes. També es pot veure representat pels números "1312" en referència a l'ordre en l'alfabet de les lletres A, C, A i B.
El diccionari anglès de frases típiques (Dictionary of Catch Phrases) dona testimoni de l'acrònim ja des de 1977, en un article d'un periodista de Newcastle, qui va passar una nit a la presó i va documentar el terme escrit a les parets.
La banda britànica de punk oi! The 4 Skins varen popularitzar l'acrònim el 1980 amb la cançó del mateix nom. Per la seva banda, el grup hardcore Gallows va recuperar l'acrònim a la cançó Last June, del seu àlbum homònim. També existeix la canço ACAB d'estil Hardcore del Dj Paul Elstak.